# جان جرولت
جان جرولت (بالفرنسية: Jean Gruault)‏ هو كاتب سيناريو وكاتب مسرحي وممثل فرنسي، ولد في 3 أغسطس 1924 بفونتوني سو بوا في فرنسا، وتوفي في 9 يونيو 2015 بباريس في فرنسا.

## أعمال

### أفلام
- (1979) الأخوات برونتي

## ترشيحات
- جائزة الأوسكار لأفضل كتابة (1980)
- جائزة سيزر لأفضل كاتب سيناريو (1981)
- جائزة الجمعية الوطنية الأمريكية للنقاد السينمائيين لأفضل سيناريو [الإنجليزية]‏ (1970)
- جائزة الجمعية الوطنية الأمريكية للنقاد السينمائيين لأفضل سيناريو [الإنجليزية]‏ (1980)

## وصلات خارجية
- جان جرولت على موقع IMDb (الإنجليزية)
- جان جرولت على موقع ألو سيني (الفرنسية)
- جان جرولت على موقع أول موفي (الإنجليزية)
- جان جرولت على موقع قاعدة بيانات الأفلام السويدية (السويدية)
- جان جرولت على موقع قاعدة بيانات الفيلم (الإنجليزية)
- جان جرولت على موقع كينوبويسك (الروسية)